# Матч за звание чемпиона мира по международным шашкам среди женщин 1996
Матч за звание чемпиона мира по международным шашкам среди женщин 1996 года проходил в нидерландском городе Вюгт между чемпионкой мира 1995 года Зоей Голубевой (Латвия) и серебряным призёром этого чемпионата Карен ван Лит (Нидерланды). Победительница матча — Зоя Голубева, которая завоевала свой восьмой титул.

## Ход турнира
Матч состоял из 3 сетов по 4 партии в каждом. Спортсменка выигравшая большее количество сетов становилась чемпионкой мира.
Первый сет проводился с 28 сентября по 1 октября. В нём победила Зоя Голубева со счётом 5—3.
Во втором сете прошедшем с 4 по 7 октября с таким же счётом победила Карен ван Лит и сравняла счёт в матче.
В решающем третьем сете, который проходил с 10 по 14 октября, после трёх ничьих Голубева выиграла партию, а с ней сет и матч.

## 1 сет
| Участник      | Страна     | 1 | 2 | 3 | 4 | Очки |
| ------------- | ---------- | - | - | - | - | ---- |
| Зоя Голубева  | Латвия     | 2 | 0 | 1 | 2 | 5    |
| Карен ван Лит | Нидерланды | 0 | 2 | 1 | 0 | 3    |

## 2 сет
| Участник      | Страна     | 1 | 2 | 3 | 4 | Очки |
| ------------- | ---------- | - | - | - | - | ---- |
| Зоя Голубева  | Латвия     | 1 | 1 | 1 | 0 | 3    |
| Карен ван Лит | Нидерланды | 1 | 1 | 1 | 2 | 5    |

## 3 сет
| Участник      | Страна     | 1 | 2 | 3 | 4 | Очки |
| ------------- | ---------- | - | - | - | - | ---- |
| Зоя Голубева  | Латвия     | 1 | 1 | 1 | 2 | 5    |
| Карен ван Лит | Нидерланды | 1 | 1 | 1 | 0 | 3    |